# Cocktails et Homicides
Pour plus de détails, voir Fiche technique et Distribution.
Cocktails et Homicides (titre original : Remember Last Night?) est un film américain en noir et blanc réalisé par James Whale, sorti en 1935.

## Synopsis
Après une soirée endiablée, les fêtards découvrent le lendemain matin que leur hôte a été assassiné. Ils font venir l'inspecteur Danny Harrisson. Son enquête tourne mal car les invités ont trop bu et ne se souviennent pratiquement de rien.

## Fiche technique
- Titre : Cocktails et Homicides
- Titre original : Remember Last Night?
- Réalisation : James Whale
- Scénario : Dan Totheroh, Harry Clork et Doris Malloy, d'après le roman Hangover Murders d'Adam Hobhouse (1935)
- Photographie : Joseph A. Valentine
- Musique : Franz Waxman
- Producteur : Carl Laemmle Jr.
- Société de production et de distribution : Universal Pictures
- Pays de production :  États-Unis
- Langue originale : anglais américain
- Format : noir et blanc — 35 mm — 1,37:1 — son : mono
- Genre : Comédie policière
- Durée : 81 minutes
  - États-Unis : 4 novembre 1934
  - France : 6 mars 1936[1]

## Distribution
- Edward Arnold : Danny
- Robert Young : Tony Milburn
- Constance Cummings : Carlotta
- George Meeker : Vic Huling
- Sally Eilers : Bette
- Reginald Denny : Jake Whitridge
- Louise Henry : Penny
- Gregory Ratoff : Faronea
- Robert Armstrong : Flannagan
- Monroe Owsley : Billy Arliss
- Jack La Rue : Baptiste
- Edward Brophy : Maxie
- Gustav von Seyffertitz : Professeur Jones
- Rafaela Ottiano : Mme. Bouclier
- Arthur Treacher : Phelps